# Nitrato rameico
Il nitrato rameico è il sale di rame(II) dell'acido nitrico, di formula Cu(NO3)2.
A temperatura ambiente si presenta come un solido azzurro dall'odore di acido nitrico. È un composto nocivo, irritante. Generalmente cristallizza come triidrato o esaidrato.
Tra i suoi utilizzi si può trovare il suo uso in alcuni tipi di fuochi d’artificio.

## Sintesi
Una piccola quantità di nitrato rameico può essere prodotta in laboratorio sotto cappa facendo reagire del rame metallico con acido nitrico concentrato.
La reazione produce nitrato rameico, acqua e monossido di azoto ed è la seguente:
{\displaystyle {\ce {3Cu + 8HNO3 -> 3Cu(NO3)2 + 4H2O + 2NO}}}
oppure produce nitrato rameico, acqua e diossido di azoto ed è la seguente:
{\displaystyle {\ce {Cu + 4HNO3 -> Cu(NO3)2 + 2H2O + 2NO2}}}

## Reazioni

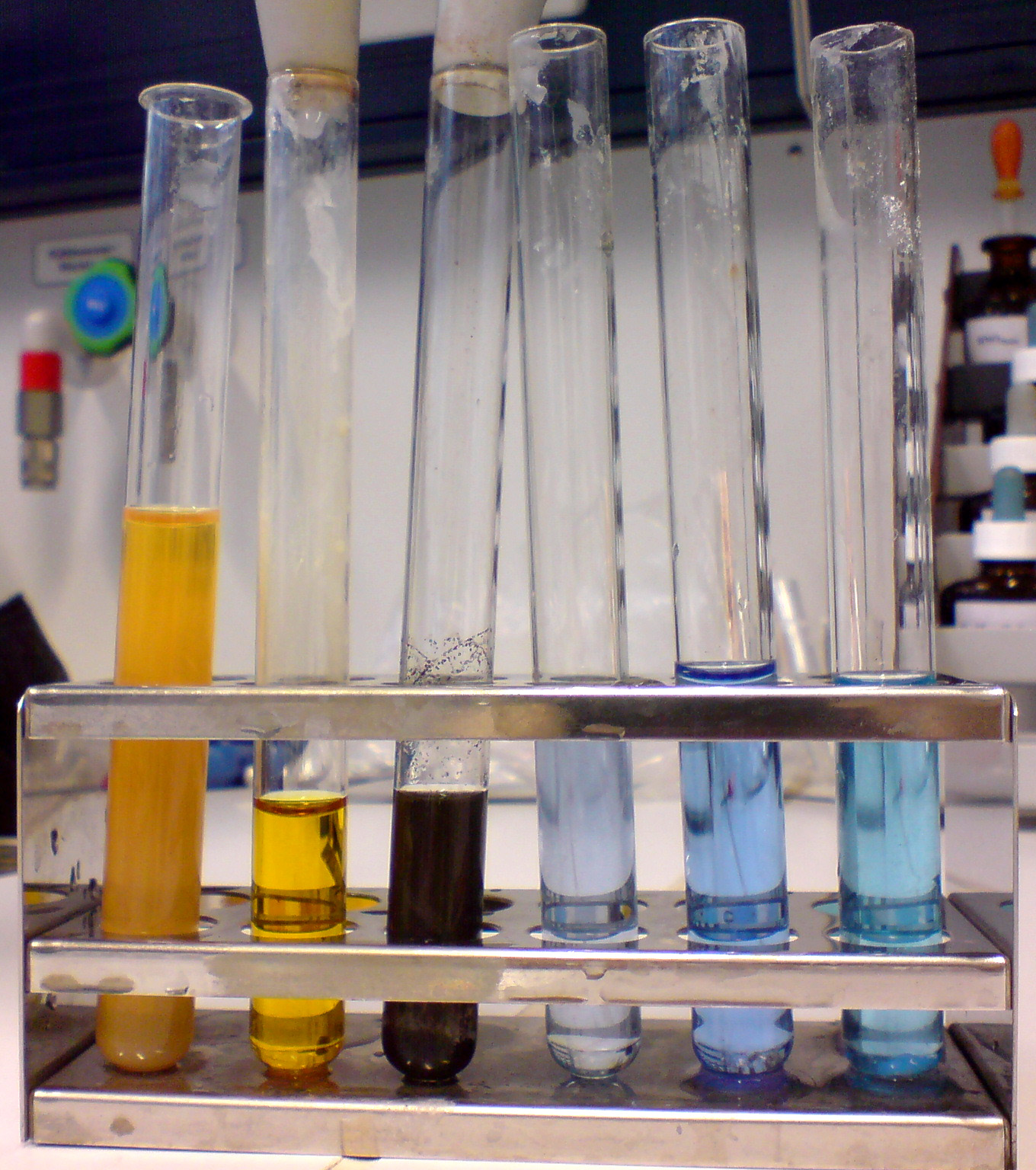
Alcune reazioni alle quali partecipa il nitrato rameico. Da sinistra a destra:
1) Cu(NO_{3})_{2} + 2KI → 2KNO_{3} + CuI_{(s)} (generalmente bianco opaco; in questo caso è in una soluzione di iodio gialla)
2) Cu(NO_{3})_{2} + (NH_{4})_{2}S (non si hanno reazioni; il colore è cambiato per la presenza di (NH_{4})_{2}S.)
3) Cu(NO_{3})_{2} + H_{2}S → CuS_{(s)} + 2HNO_{3} (colore nero dovuto a CuS)
4a) Cu(NO_{3})_{2} + 2NaOH → Cu(OH)_{2(s)} + 2NaNO_{3}
4b) Cu(OH)_{2} + 2NaOH → [Na_{2}Cu(OH)_{4}] (colore blu)
5a) Cu(NH_{3})_{2} + 2NH_{3} + 2H_{2}O → Cu(OH)_{2} + 2NH_{4}^{+}
5b) Cu(OH)_{2} + 4NH_{3} → [Cu(NH_{3})_{4}]^{2+} (colore blu)
6) Cu(NO_{3})_{2} + Na_{2}CO_{3} → CuCO_{3(s)} + 2NaNO_{3} (solido verde disciolto in Na_{2}CO_{3} in eccesso)